# Susan Hayward
Susan Hayward (właśc. Edythe Marrenner; ur. 30 czerwca 1917 w Nowym Jorku, zm. 14 marca 1975 w Los Angeles) – amerykańska aktorka filmowa, teatralna i telewizyjna, lauretka Oscara za pierwszoplanową rolę w filmie Chcę żyć! (1958).

## Życiorys
Urodziła się jako Edythe Marrenner w nowojorskim Brooklynie, jako córka Walter Marrennera i jego żony Ellen Pearson. Susan miała starszą siostrę Florence i brata Waltera Marrenera Jra. Rodzice jej matki pochodzili ze Szwecji.
Karierę zaczynała jako modelka w Nowym Jorku. W 1937 roku przybyła do Hollywood marząc o karierze aktorki. Miała nadzieję zagrać rolę Scarlett O’Hary w filmie Przeminęło z wiatrem. Roli nie dostała, jednak zaczęła pracować w przemyśle rozrywkowym, grając trzecioplanowe role i statystując na planie. Pierwszą poważną rolę zagrała w filmie z 1939 roku Braterstwo krwi, gdzie partnerowała Gary’emu Cooperowi i Rayowi Millandowi. W następnych latach była już rozpoznawaną i popularną aktorką młodego pokolenia. Dwukrotnie grała u boku Johna Wayne’a w filmach: Zdradzieckie skały (1942) i The Fighting Seabees (1944). W 1947 roku występuje w filmie Smash-Up: The Story of a Woman, gdzie gra pierwszoplanową rolę. Kreacja w tym filmie przynosi jej pierwszą w karierze nominację do Oscara dla najlepszej aktorki pierwszoplanowej. W późniejszych latach była jeszcze czterokrotnie nominowana do tej nagrody m.in. za filmy Moje zwariowane serce (1949), Z pieśnią w sercu (1952), Jutro będę płakać (1956). Oscara odebrała w roku 1959 za rolę w filmie Chcę żyć! w reżyserii Roberta Wise’a. Po tym sukcesie zagrała w filmie Dolina lalek (1961), gdzie partnerowała Barbarze Parkins, Patty Duke i Sharon Tate.
Susan Hayward zmarła na nowotwór mózgu w 1975 roku w Hollywood. Aktorka zmarła prawdopodobnie w wyniku wystawienia się na działanie promieniotwórczych toksyn w stanie Utah podczas pracy nad filmem Zdobywca (1956). Inni aktorzy grający w tym filmie (John Wayne, Agnes Moorehead, John Hoyt), jak i reżyser (Dick Powell) także zmarli na różne odmiany raka.
Posiada swoją gwiazdę w Hollywood Walk of Fame przy 6251 Hollywood Blvd.

## Życie prywatne
Hayward była dwukrotnie zamężna. Pierwsze małżeństwo z aktorem Jessem Barkerem było niezwykle burzliwe, Hayward próbowała popełnić samobójstwo. Po dziesięciu latach Susan rozwiodła się z mężem i zatrzymała dwójkę bliźniaków: Timothy’ego i Gregory’ego (ur. 19.02.1945). Małżeństwo walczyło ze sobą w sądzie o prawa rodzicielskie. Drugiego męża Floya Eatona Chalkleya poślubiła w 1957 roku. Mąż zmarł niespełna dziewięć lat później.

## Filmografia
Filmy fabularne

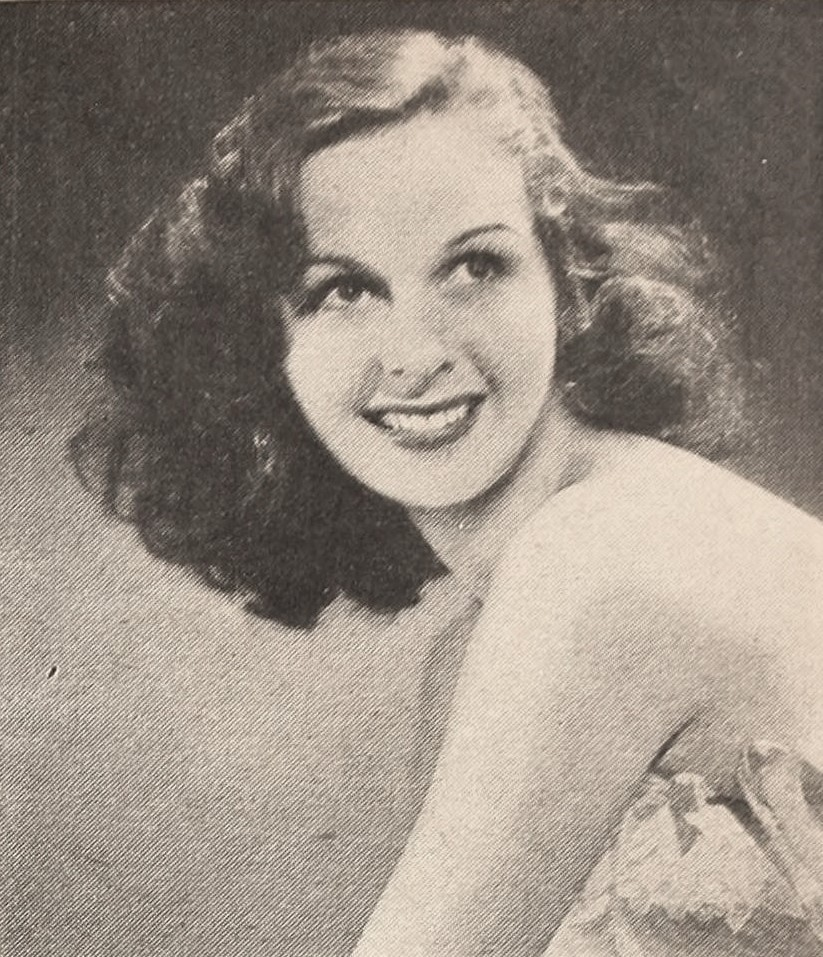
Susan Hayward (1939)

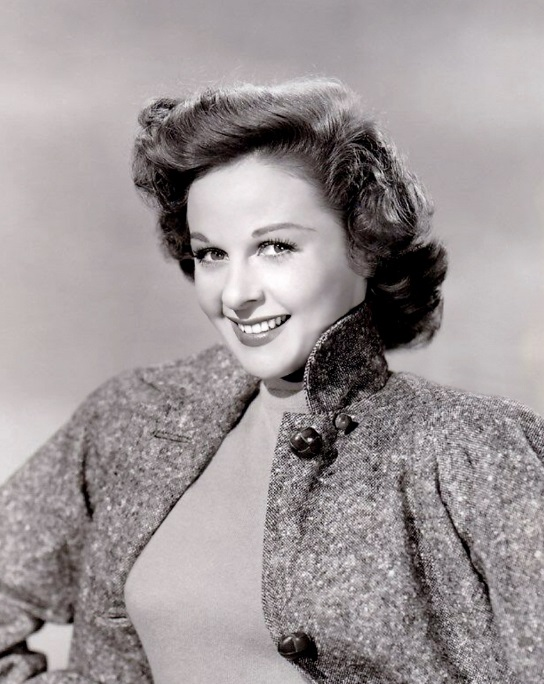
Susan Hayward (1948)

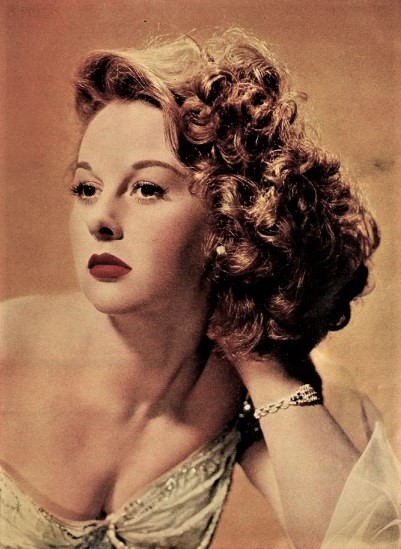
Susan Hayward (1952)

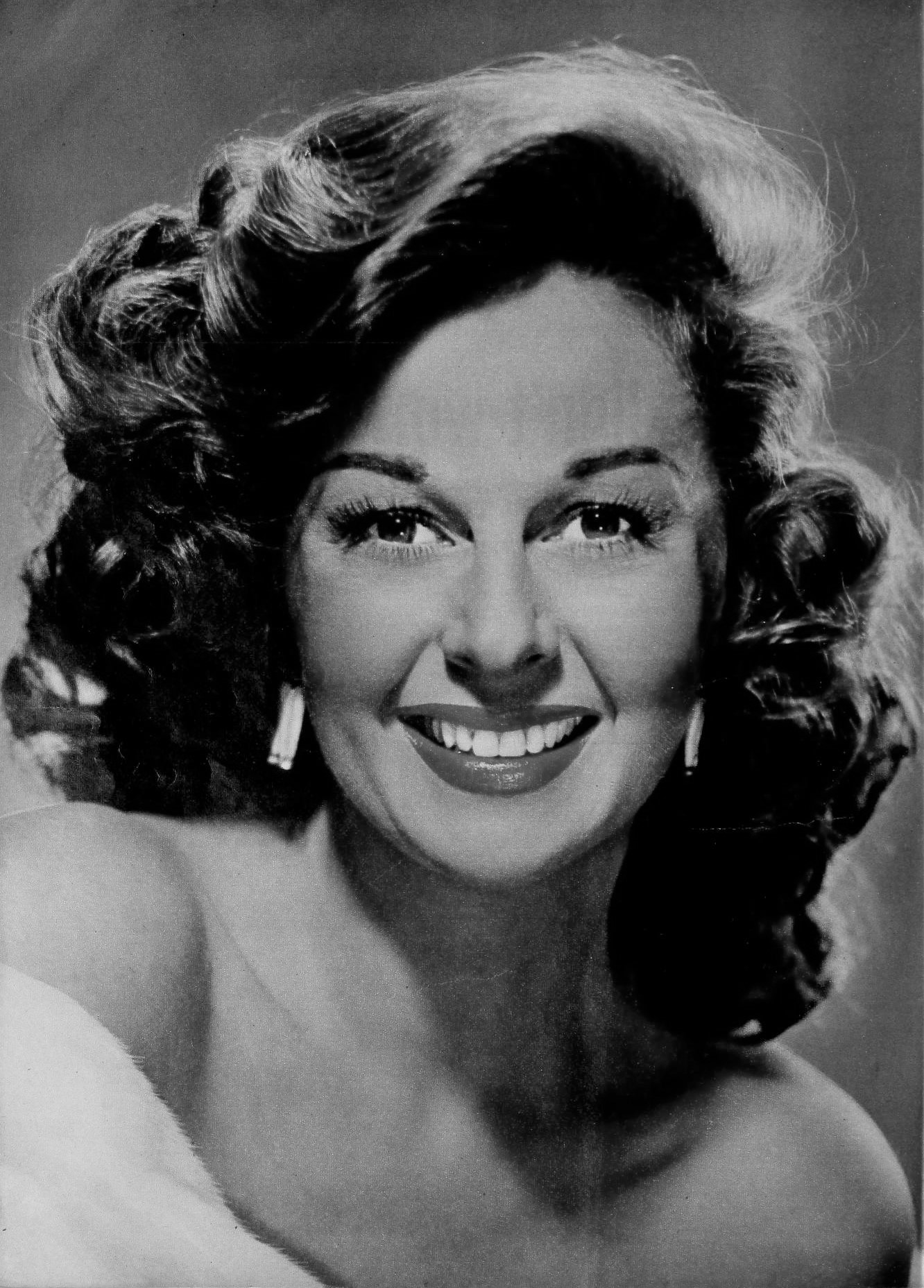
Susan Hayward (1953)

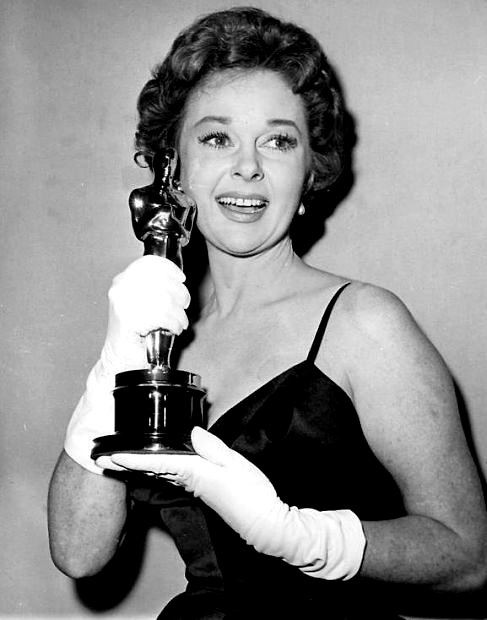
Hayward ze statuetką Oscara (1959)

- 1938: Hollywood Hotel jako Starlet at table (niewymieniona w czołówce)
- 1938: The Amazing Dr. Clitterhouse jako pacjentka (secny usunięte)
- 1938: Campus Cinderella jako Co-Ed (niewymieniona w czołówce)
- 1938: Girls on Probation jako Gloria Adams
- 1938: Comet Over Broadway jako aktorka amatorka (niewymieniona w czołówce)
- 1939: Braterstwo krwi (Beau Geste) jako Isabel Rivers
- 1939: $1000 a Touchdown jako Betty McGlen
- 1939: Our Leading Citizen jako Judith Schofield
- 1941: Adam Had Four Sons jako Hester
- 1941: Among the Living jako Millie Pickens
- 1941: Sis Hopkins jako Carol Hopkins
- 1942: Paramount Victory Short No. T2-1: A Letter from Bataan jako pani Mary Lewis
- 1942: Ożeniłem się z czarownicą (I Married a Witch) jako Estelle Masterson
- 1942: Zdradzieckie skały (Reap the Wild Wind) jako Drusilla Alston
- 1942: The Forest Rangers jako Tana ‘Butch’ Mason
- 1943: Jack London jako Charmian Kittredge
- 1943: Hit Parade of 1943 jako Jill Wright
- 1943: Young and Willing jako Kate Benson
- 1944: And Now Tomorrow jako Janice Blair
- 1944: Skirmish on the Home Front jako Molly Miller
- 1944: The Hairy Ape jako Mildred Douglas
- 1944: The Fighting Seabees jako Constance Chesley
- 1946: Canyon Passage jako Lucy Overmire
- 1946: Deadline at Dawn jako June Goth
- 1947: They Won’t Believe Me jako Verna Carlson
- 1947: The Lost Moment jako Tina Bordereau
- 1947: Smash-Up: The Story of a Woman jako Angelica 'Angie'/'Angel’ Evans Conway
- 1948: The Saxon Charm jako Janet Busch
- 1948: Tap Roots jako Morna Dabney
- 1949: Tulsa jako Cherokee „Cherry” Lansing
- 1949: Dom ludzi obcych (House of Strangers) jako Irene Bennett
- 1949: Moje zwariowane serce (My Foolish Heart) jako Eloise Winters
- 1951: I’d Climb the Highest Mountain jako Mary Elizabeth Eden Thompson
- 1951: I Can Get It for You Wholesale jako Harriet Boyd
- 1951: Dawid i Betszeba (David and Bathsheba) jako Bathsheba
- 1951: Napad w Rawhide (Rawhide) jako Vinnie Holt
- 1952: Nieokiełznani (The Lusty Men) jako Louise Merritt
- 1952: Śniegi Kilimandżaro (The Snows of Kilimanjaro) jako Helen
- 1952: Z pieśnią w sercu (With a Song in My Heart) jako Jane Froman
- 1953: White Witch Doctor jako Ellen Burton
- 1953: The President’s Lady jako Rachel Donaldson
- 1954: Demetriusz i gladiatorzy (Demetrius and the Gladiators) jako Messalina
- 1954: Ogród zła (Garden Of Evil) jako Leah Fuller
- 1955: Siła uczuć (Untamed) jako Katie O’Neill
- 1955: Żołnierz fortuny (Soldier of Fortune) jako Jane Hoyt
- 1955: Jutro będę płakać (I’ll Cry Tomorrow) jako Lillian Roth
- 1956: Zdobywca (The Conqueror) jako Bortai
- 1957: Top Secret Affair jako Dorothy ‘Dottie’ Peale
- 1958: Chcę żyć! (I Want to Live!) jako Barbara Graham
- 1959: Thunder in the Sun jako Gabrielle Dauphin
- 1959: Woman Obsessed jako Mary Sharron
- 1961: Małżeńska karuzela (The Marriage-Go-Round) jako Content Delville
- 1961: Boczna ulica (Back Street) jako Rae Smith
- 1961: Ada jako Ada Gillis
- 1962: I Thank a Fool jako Christine Allison
- 1963: Stolen Hours jako Laura Pember
- 1964: Dokąd poszła miłość (Where Love Has Gone) jako Valerie Hayden Miller
- 1967: Dolina lalek  (Valley of the Dolls) jako Helen Lawson
- 1967: Garniec miodu (The Honey Pot) jako pani Sheridan
- 1972: Say Goodbye, Maggie Cole jako dr Maggie Cole
- 1972: Heat of Anger jako Jessie Fitzgerald
- 1972: Mściciele (The Revengers) jako Elizabeth Reilly

## Nagrody
- Nagroda Akademii Filmowej Najlepsza aktorka pierwszoplanowa: 1959 Chcę żyć!
- Złoty Glob
  - Najlepsza aktorka w filmie dramatycznym: 1959 Chcę żyć!
  - Najlepsza aktorka w filmie komediowym lub musicalu: 1953 Z pieśnią w sercu
  - 1953 Henrietta Award
- Nagroda na MFF w Cannes Najlepsza aktorka: 1956 Jutro będę płakać